# Rubén Rocha Moya
Rubén Rocha Moya (Badiraguato, Sinaloa; 15 de junio de 1949) es un académico, escritor y político mexicano, miembro del partido Morena. Desde el 1 de noviembre de 2021 se desempeña como gobernador de Sinaloa.

## Biografía
Rubén Rocha Moya nació en el seno del matrimonio conformado por Ricardo Rocha Cázares y Ramona Moya Angulo, hogar que compartió con sus hermanos Alfonso, Pablo, Miguel, Antonio y Martha Elena.
El 23 de diciembre de 1973, tiempo en que iniciaba su carrera magisterial, contrajo nupcias con Socorro Ruiz Carrasco. La pareja tuvo cuatro hijos: Eneyda, Rubén, Ricardo y José Jesús Rocha Ruiz.

## Formación académica
Rubén Rocha Moya se graduó de la educación primaria en la escuela estatal “Justo Sierra”, en Pericos, Sinaloa; la secundaria y normal básica las cursó en la Escuela Normal Rural “Plutarco Elías Calles”, conocida como El Quinto, en Etchojoa, Sonora; y la preparatoria en la escuela “Cultural México”, en Ciudad Obregón, Sonora.
Se desempeñó como profesor de educación media en el área de matemáticas, egresado de la Escuela Normal Superior de Oaxaca; obtuvo una maestría en ciencias de la educación en la Universidad Autónoma de Querétaro, grado alcanzado con mención honorífica con la tesis “Las Universidades Democráticas en México: el caso de la Universidad Autónoma de Sinaloa”; y un doctorado en ciencias sociales en la Universidad Autónoma de Sinaloa, miembro del padrón de excelencia del Conacyt, con la tesis “El Liberalismo y la Reforma del Estado Mexicano”.
En 2020, se graduó como licenciado en derecho por la Universidad Nacional Autónoma de México (UNAM), su segunda carrera profesional.

## Trayectoria profesional
Rubén Rocha Moya inició su trabajo como maestro a los 19 años de edad en la Escuela Primaria Federal Héroe de Nacozari de Plano Oriente, en Ciudad Obregón, Sonora, donde laboró de 1969 a 1972. De ahí regresó al estado de Sinaloa, donde laboró como profesor en la primaria de Carricitos, en Salvador Alvarado.
Ese mismo año, comenzó a dar clases de física y matemáticas en la Preparatoria de Guamúchil, de la cual llegó a ser director a los cinco meses de docencia y 23 años de edad, cargo desde el que gestionó su incorporación al sistema de bachillerato de la UAS.
Entre 1989 y 1992, se desempeñó como Secretario General de la UAS, y posteriormente fue elegido rector para el periodo 1993-1997.

### Rectoría en la Universidad Autónoma de Sinaloa

#### Ámbito académico
Su administración se distinguió por el impulso al área de posgrado, con la creación de un doctorado en ciencias sociales, el primero de la Universidad Autónoma de Sinaloa, que nació como padrón de excelencia al tener cinco cátedras patrimoniales autorizadas por el Conacyt. Asimismo, se crearon los doctorados en biotecnología, física y ciencias de la computación.
También, durante este mismo periodo, la universidad fue sede de la Región I de la ANUIES por primera vez, donde Rocha Moya fungió como presidente del Consejo Regional de la Región I, que comprende a todas las universidades públicas y privadas, así como a los institutos tecnológicos, ubicados en los estados de Sonora, Chihuahua, Baja California, Baja California Sur y Sinaloa.

#### Ámbito administrativo
Se modernizó el marco jurídico con la reforma a la Ley Orgánica, en donde se introdujo la revisión externa de las finanzas de la Universidad, que tuvo como eje central la transparencia del manejo de los recursos. Se creó la Contraloría Social Universitaria, donde por primera vez se abrieron a la sociedad las finanzas de la institución Rosalina. Se introdujo también, la auditoría externa, la cual se encargaba de presentar un informe anual de las finanzas de la Universidad.
El periodo de Rubén Rocha se caracterizó también por la construcción de fraccionamientos y casas para los trabajadores de la Universidad. Éste es el único periodo donde se ha realizado dicha gestión por un rector.

#### Infraestructura
Se crearon la Ciudad Universitaria de Guasave y se inició la de Guamúchil, así como el circuito interior en Ciudad Universitaria Culiacán. Asimismo, se instauró por primera vez el Sistema de Seguridad Universitaria.
Se introdujo la fibra óptica en los campus universitarios de Culiacán, Los Mochis y Mazatlán, lo que significó el inicio de la era del internet en la UAS. De igual manera, el establecimiento del internet se potenció con la construcción de dos grandes centros de cómputo en Culiacán y en Mazatlán, lo que marcó un hito en el ámbito académico de la universidad, con el inicio de la primera maestría en línea.
Otra de las obras realizadas durante este periodo fue la creación del Polideportivo de Ciudad Universitaria en Culiacán, el cual incluía la alberca olímpica, pista de atletismo, cancha de futbol rápido y una modernización del estadio de béisbol. En Mazatlán se construyó la Biblioteca Central.

### Administración pública
Rubén Rocha Moya aportó su experiencia a las políticas públicas de Sinaloa como Coordinador de Asesores del Gobernador Jesús Aguilar Padilla, en 2005-2010. En el Gobierno Federal fue Subdirector de Capacitación y Servicios Educativos del ISSSTE, en 2013-2017.También fungió de nueva cuenta como Coordinador de Asesores, ahora de Quirino Ordaz Coppel, gobernador de Sinaloa, en 2017.

## Trayectoria política

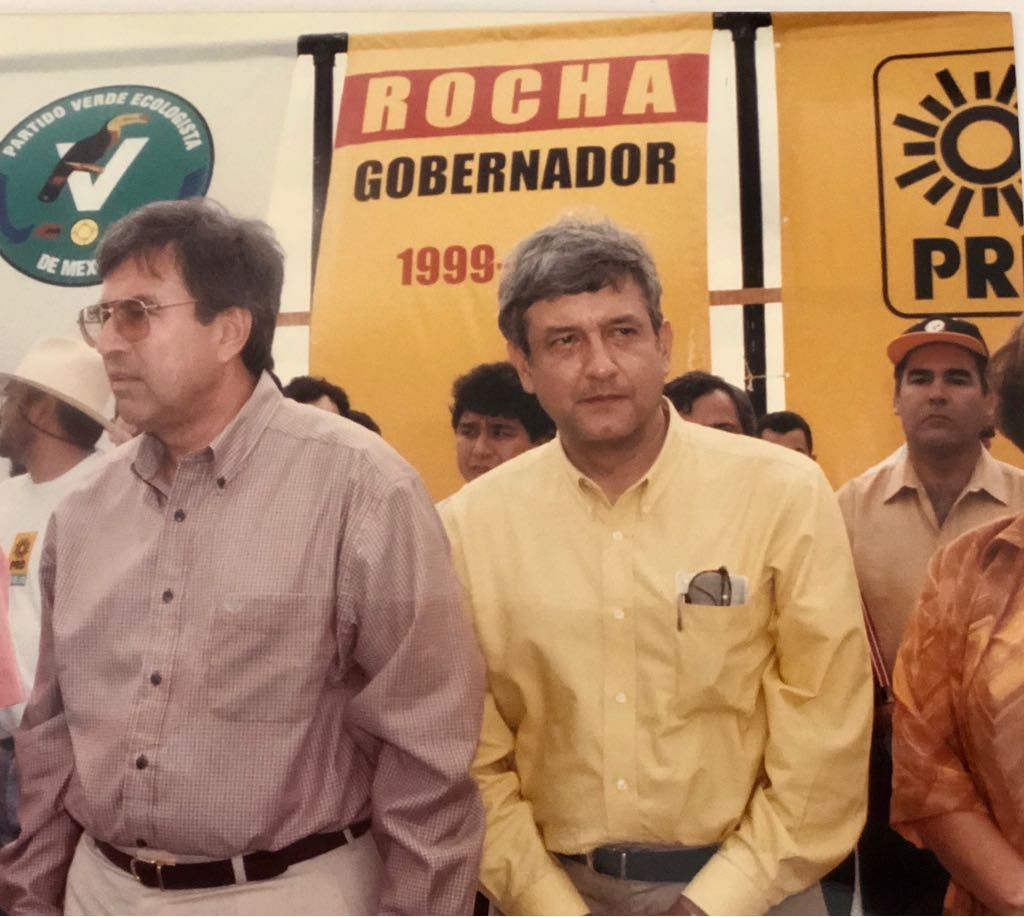
Rubén Rocha Moya junto a Andrés Manuel López Obrador en la campaña para Gobernador de Sinaloa en 1998.

Rubén Rocha Moya inició su carrera política a los 20 años de edad al ser electo para el periodo de 1968 a 1969 como Secretario General de la Federación de Estudiantes Campesinos Socialistas de México, organización estudiantil que agrupaba a 29 escuelas normales rurales de México, y que se caracterizó por su compromiso con las luchas por la reivindicación de la educación campesina y la defensa de los derechos de la ciudadanía y de las comunidades rurales.
En la UAS, representó a la base trabajadora como Secretario General del Sindicato Único de Trabajadores de la Universidad Autónoma de Sinaloa, Sección Académicos, en el periodo 1980-1983.

### Diputado local (1983-1986)
Posteriormente, fue elegido como diputado local de representación proporcional en la LII Legislatura del Estado de Sinaloa, por el Partido Socialista Unificado de México (PSUM), de diciembre del 1983 a diciembre de 1986.
Ha sido candidato a gobernador de Sinaloa en tres ocasiones. La primera de ellas, en 1986, lo fue por la alianza de izquierda Movimiento Popular Sinaloense (MPS). En la segunda ocasión, con Andrés Manuel López Obrador como dirigente nacional del Partido de la Revolución Democrática (PRD), fue postulado para contender en las elecciones estatales de Sinaloa de 1998, bajo la candidatura común entre PRD, PVEM y PT. Obtuvo el tercer lugar en la elección con el 19% de los votos, siendo hasta entonces el porcentaje más alto registrado en una elección para gobernador en la historia de la entidad por un movimiento de izquierda.
En 2017 fue Coordinador Estatal de Morena en Sinaloa, partido que junto con el PT y el PES lo postuló en la coalición “Juntos Haremos Historia”, como candidato a Senador en las elecciones de 2018, de las cuales resultó ganador en fórmula con Imelda Castro Castro, obteniendo el 46.98% del total de sufragios emitidos.

### Senador por Sinaloa (2018-2021)
Desde el 1 de septiembre de 2018, se desempeñó como senador de la República en la LXIV Legislatura, en la cual ocupa la Presidencia de la Comisión de Educación y es integrante de las comisiones de Derechos de la Niñez y de la Adolescencia, Estudios Legislativos, Recursos Hidráulicos, y Reglamentos y Prácticas Parlamentarias.
Fue nombrado Vicepresidente de la Mesa Directiva de la Comisión Permanente del Congreso de la Unión, por el periodo del 1 de mayo de 2020 al 31 de agosto de 2020.
Como senador, se ha distinguido por su papel en el diseño y aprobación de la Nueva Reforma Educativa, además por el impulso y aprobación de iniciativas de ley propuestas por el presidente Andrés Manuel López Obrador como el Programa Nacional de Becas para el Bienestar Benito Juárez (para estudiantes de todos los niveles educativos), Jóvenes Construyendo el Futuro (para estudiantes universitarios en condición de prácticas profesionales), y el Programa para el Bienestar de las Personas Adultas Mayores (para personas mayores de 68 años o 65 si viven en comunidades indígenas de alta marginación), todas ellas elevadas a rango constitucional.
Asimismo, en materia de gestión, Rocha Moya ha atendido la demanda de los productores agrícolas, particularmente los de maíz y trigo, siendo un impulsor para conseguir el precio de garantía del maíz de $4,150.00 por tonelada.

### Gobernador de Sinaloa (2021-Actualidad)
En 2021 Rocha Moya contendió por tercera vez por la gubernatura del estado de Sinaloa, bajo la alianza de Morena y el Partido Sinaloense, logrando en esta ocasión salir victorioso de la contienda al obtener un total de 624,225 votos, lo que significó el 56.60% de la votación total. Dichas cifras, lo ubicaron como el candidato con mayor porcentaje de votación de las quince gubernaturas en juego durante la elección.
El 27 de octubre, Rocha Moya dio a conocer su gabinete previo a tomar protesta como gobernador constitucional de Sinaloa. Entre los nombres que destacaron se encontró Héctor Melesio Cuén Ojeda, presidente del PAS Sinaloa, designado como secretario de Salud, Graciela Domínguez Nava como secretaría de la SEPYC, Javier Gaxiola Coppel, como secretario de Desarrollo Económico y la continuación del teniente coronel Cristóbal Castañeda Camarillo como secretario de Seguridad Pública. Su periodo constitucional inició a partir del 1 de noviembre de 2021 y concluirá el 31 de octubre de 2027. Ya como gobernador de Sinaloa su primera acción se realizó a las 00:001 horas que consistió en tomar protesta a su gabinete, para que al iniciar el día ya estuviera constituido oficialmente la nueva administración en Sinaloa.

## Libros y publicaciones
Rocha Moya ha publicado artículos en diarios locales como Noroeste de Culiacán, El Sol de Sinaloa y El Debate Culiacán. Actualmente publica artículos de análisis político en las secciones de opinión en los periódicos nacionales: Excélsior, Milenio y El Universal.
- UAS, 1981: La Defensa de un Proyecto. 1982.
- Tultita, Cinco Años de Lucha Popular. UAS. 1984.
- Fraude a la Democracia. Ediuas. 1987.
- Tomate Amargo (Coautor). Ediuas. 1988.
- Democracia y Elecciones en Sinaloa (Coordinador y coautor), coeditado por el Congreso del Estado de Sinaloa y la UAS. 1992.
- Sociedad y Gobierno (Coautor). 1992.
- Transformación de la Universidad Pública en los ‘90, (coautor), editado por la ANUIES a través de su Colección: Biblioteca de la Educación Superior. 1998.
- Elogio de Sinaloa: señas y reseñas de libros y autores. Siglo XXI Editores. 2010.
- Caña Quemada: relatos de la vida en el Noroeste mexicano. Lectorum, colección Marea Alta. 2012.
- El disimulo, así nació el narco. Granises Servicios Editoriales. 2014.
- Pedagogía del anhelo. Una vida en las normales rurales. La Otra – EDIUAS. 2015.
- La Reforma Educativa. Un reporte desde el Senado. Miguel Ángel Porrúa. 2020.
- Libro de Cuentos: La Coco. Miguel Ángel Porrúa. 2020.